# Pseudochernyshinella
Pseudochernyshinella es un género de foraminífero bentónico de la subfamilia Endostaffellinae, de la familia Endothyridae, de la superfamilia Endothyroidea, del suborden Fusulinina y del orden Fusulinida. Su especie tipo es Pseudochernyshinella biformis. Su rango cronoestratigráfico abarca el Tournaisiense (Carbonífero inferior).

## Discusión
Clasificaciones más recientes incluyen Pseudochernyshinella en la subfamilia Spinoendothyrinae,  de la familia Loeblichiidae, de la superfamilia Loeblichioidea, del suborden Endothyrina, del orden Endothyrida, de la subclase Fusulinana de la clase Fusulinata.

## Clasificación
Pseudochernyshinella incluye a las siguientes especies:
- Pseudochernyshinella biformis †
- Pseudochernyshinella crassiformis †
- Pseudochernyshinella malakhovae †